# Статут СНД
Статут Співдружності Незалежних Держав (рос. Устав Содружества Независимых Государств) — міжнародний договір між державами, що входять до Співдружності Незалежних Держав (СНД). Україна ніколи не підписувала та не ратифікувала договір, отже не була членом СНД.

## Історія
Хартія була підписана 22 січня 1993 року в Мінську главами держав Співдружності Незалежних Держав (СНД) і згодом передана на зберігання в ООН. Він визначає цілі, органи та функції СНД, а також критерії членства. Договір підписали та ратифікували Росія, Білорусь, Вірменія, Казахстан, Киргизстан, Молдова, Таджикистан і Узбекистан, пізніше до нього приєднався Азербайджан. Грузія також приєдналася до договору в 1993 році, приєднання набуло чинности в 1994 році, але вийшла з нього в 2008 році, а вихід набув юридичної сили в 2009 році. Україна і Туркменістан не підписували та не приєднувалися до договору, хоча на момент підписання договору вони вважалися асоційоване членами СНД.

## Членство
Статутний договір СНД визначає, які країни вважаються членами СНД. Згідно зі статтею 7, членами вважаються лише країни, які ратифікували цей договір. Однак ця ж стаття визначає країни, які ратифікували Договір про створення СНД і пов'язаний з ним протокол, як "держави-засновниці СНД". Це створило правову невизначеність, оскільки Україна та Туркменістан ратифікували договір і протокол, а тому вважаються «державами-засновниками СНД». Україна і Туркменістан ніколи не ратифікували Статут СНД, а тому не могли вважатися членами СНД після набрання чинності Статутом. Незважаючи на це, як Україна, так і Туркменістан продовжили участь у СНД, а Туркменістан став асоційованим членом СНД у серпні 2005 року відповідно до процедури, визначеної у статті 8 Хартії.

### Україна
Україна припинила участь у СНД у 2018 році, що створило невизначеність щодо процедури виходу з СНД. Станом на грудень 2018 року Україна не є членом СНД і припинила в ньому участь. Незважаючи на це, вона залишається учасником договору та пов’язаного з ним протоколу, і, згідно зі статутом, є «державою-засновницею СНД», якщо в статут не будуть внесені зміни або анульовано.
Крім того, згідно з Договором про створення СНД і протоколом до нього, а також іншими Алма-Атинськими деклараціями 1991 року Україна є частиною СНД. Таким чином, хоча Україна фактично припинила свою неофіційну участь у нинішньому вигляді в СНД, секретаріат СНД зазначив, що не отримав офіційного повідомлення від України про свій вихід. Тому секретаріат СНД (як і посол Росії в СНД) вважає, що Україна все ще залишається державою, яка не вийшла з СНД і може в ньому брати участь. З цією метою секретаріат СНД заявив, що продовжуватиме запрошувати Україну до участі, хоча Україна не є членом і офіційно та формально вирішила припинити участь.
Крім того, Статутний договір СНД також є договором, який, по суті, формалізував Співдружність Незалежних Держав, оскільки він означав правовий зв’язок між країнами, які підписали Алма-Атинський протокол, і розширив Співдружність Незалежних Держав за рахунок юридичного включення цих держав. Водночас він формально визначив Україну та Туркменістан державами-нечленами, оскільки ці країни ніколи не ратифікували цей договір. Однак ці країни розглядалися державами-учасницями СНД як рівні в контексті СНД протягом більше десяти років, запрошувались до участі, що призвело до неофіційного терміну «держави-учасники» для них. Варто зазначити, що ні Україна, ні Туркменістан ніколи не застосовували Статутний договір СНД навіть тимчасово, маючи дозвіл на участь у СНД після 1993 року. Їм також дозволили брати участь в органах СНД, таких як Міжпарламентська асамблея.

### Грузія
18 серпня 2008 року Грузія вийшла зі Статуту СНД та всіх інших пов’язаних із СНД договорів, таких як Договір про створення СНД та пов’язаний з ним протокол. Це рішення набрало чинності, відповідно до Статуту, 12 серпня 2009 року.
3 лютого 2006 року Грузія вийшла зі складу міністрів оборони СНД, оскільки членство в цій групі було несумісне з участю в НАТО.